# Gaétan Royer
Pour les articles homonymes, voir Royer.
Gaétan Royer (né le 13 mars 1976 à Donnacona, dans la province de Québec au Canada) est un joueur professionnel canadien de hockey sur glace.

## Carrière de joueur
Gaétan Royer a joué avec les Faucons de Sherbrooke et les Harfangs de Beauport dans la Ligue de hockey junior majeur du Québec.
Par la suite, il a évolué entre 1996 et 2003 dans plusieurs circuits de hockey aux États-Unis. Il a joué dans la Ligue américaine de hockey, l'East Coast Hockey League, la Ligue internationale de hockey, la United Hockey League et même 3 matchs avec le Lightning de Tampa Bay de la Ligue nationale de hockey, c'était lors de la saison 2001-2002.
Il passe la saison 2003-2004 avec le Caron & Guay de Pont-Rouge de la Ligue de Hockey Sénior Majeur du Québec.
Par la suite, il a évolué avec plusieurs équipes de la Ligue Nord-Américaine de Hockey. Il a joué avec le Caron et Guay de Trois-Rivières, le Prolab de Thetford Mines et le Radio X de Québec.
À l'été 2008, il joue en Australie avec les Blue Tongues de Gold Coast du Championnat d'Australie de hockey sur glace.
Il passe ensuite une saison avec le 98.3 FM de Saguenay, avant d'être échangé à l'été 2009 au CIMT de Rivière-du-Loup.
Après avoir passé la saison 2010-2011 dans l'uniforme des 3L de Rivière-du-Loup, il est échangé le 24 mai au Cool FM 103,5 de Saint-Georges. Le 11 août, il signe un contrat avec l'équipe.
Le 6 janvier 2013, il est échangé contre Tommy Gauthier à l'Isothermic de Thetford Mines.

## Statistiques
| Saison     | Équipe                          | Ligue         |    | Saison régulière | Saison régulière | Saison régulière | Saison régulière | Saison régulière |    | Séries éliminatoires | Séries éliminatoires | Séries éliminatoires | Séries éliminatoires | Séries éliminatoires |
| Saison     | Équipe                          | Ligue         | PJ | B                | A                | Pts              | Pun              | PJ               | B  | A                    | Pts                  | Pun                  |                      |                      |
| 1994-1995  | Faucons de Sherbrooke           | LHJMQ         | 65 | 11               | 25               | 36               | 192              | 7                | 0  | 2                    | 2                    | 6                    |                      |                      |
| 1995-1996  | Faucons de Sherbrooke           | LHJMQ         | 36 | 25               | 26               | 51               | 174              | -                | -  | -                    | -                    | -                    |                      |                      |
| 1995-1996  | Harfangs de Beauport            | LHJMQ         | 25 | 11               | 10               | 21               | 59               | 19               | 5  | 9                    | 14                   | 47                   |                      |                      |
| 1996-1997  | Lizard Kings de Jacksonville    | ECHL          | 28 | 7                | 8                | 15               | 149              | -                | -  | -                    | -                    | -                    |                      |                      |
| 1996-1997  | Ice d'Indianapolis              | LIH           | 29 | 2                | 4                | 6                | 40               | -                | -  | -                    | -                    | -                    |                      |                      |
| 1997-1998  | Équipe Canada                   | International | 55 | 10               | 17               | 27               | 101              | -                | -  | -                    | -                    | -                    |                      |                      |
| 1998-1999  | Griffins de Grand Rapids        | LIH           | 52 | 12               | 6                | 18               | 177              | -                | -  | -                    | -                    | -                    |                      |                      |
| 1998-1999  | Flames de Saint-Jean            | LAH           | 15 | 1                | 0                | 1                | 36               | 7                | 0  | 1                    | 1                    | 8                    |                      |                      |
| 1999-2000  | K-Wings du Michigan             | LIH           | 20 | 6                | 2                | 8                | 64               | -                | -  | -                    | -                    | -                    |                      |                      |
| 2000-2001  | Flames de Saint-Jean            | LAH           | 58 | 8                | 4                | 12               | 134              | 14               | 0  | 0                    | 0                    | 16                   |                      |                      |
| 2001-2002  | Fury de Muskegon                | UHL           | 1  | 0                | 0                | 0                | 7                | -                | -  | -                    | -                    | -                    |                      |                      |
| 2001-2002  | Ice Pilots de Pensacola         | ECHL          | 33 | 13               | 10               | 23               | 129              | -                | -  | -                    | -                    | -                    |                      |                      |
| 2001-2002  | Falcons de Springfield          | LAH           | 40 | 6                | 4                | 10               | 112              | -                | -  | -                    | -                    | -                    |                      |                      |
| 2001-2002  | Lightning de Tampa Bay          | LNH           | 3  | 0                | 0                | 0                | 2                | -                | -  | -                    | -                    | -                    |                      |                      |
| 2002-2003  | Bandits de Jackson              | ECHL          | 11 | 3                | 6                | 9                | 58               | -                | -  | -                    | -                    | -                    |                      |                      |
| 2002-2003  | Ice Pilots de Pensacola         | ECHL          | 20 | 3                | 10               | 13               | 60               | -                | -  | -                    | -                    | -                    |                      |                      |
| 2002-2003  | Falcons de Springfield          | LAH           | 33 | 2                | 5                | 7                | 50               | 6                | 2  | 0                    | 2                    | 15                   |                      |                      |
| 2003-2004  | Caron & Guay de Pont-Rouge      | LHSMQ         | 43 | 28               | 25               | 53               | 272              | 11               | 5  | 7                    | 12                   | 42                   |                      |                      |
| 2004-2005  | Caron et Guay de Trois-Rivières | LNAH          | 30 | 13               | 9                | 22               | 78               | -                | -  | -                    | -                    | -                    |                      |                      |
| 2004-2005  | Prolab de Thetford Mines        | LNAH          | 24 | 10               | 12               | 22               | 56               | 17               | 12 | 6                    | 8                    | 87                   |                      |                      |
| 2005-2006  | Prolab de Thetford Mines        | LNAH          | 35 | 10               | 16               | 26               | 145              | 10               | 4  | 6                    | 10                   | 64                   |                      |                      |
| 2006-2007  | Prolab de Thetford Mines        | LNAH          | 2  | 0                | 3                | 3                | 6                | -                | -  | -                    | -                    | -                    |                      |                      |
| 2006-2007  | Xtrême Bionest de Shawinigan    | LCH-AAA       | 22 | 7                | 17               | 24               | 70               | 14               | 8  | 10                   | 18                   | 96                   |                      |                      |
| 2007-2008  | Radio X de Québec               | LNAH          | 49 | 30               | 14               | 44               | 136              | 11               | 3  | 3                    | 6                    | 47                   |                      |                      |
| 2008       | Blue Tongues de Gold Coast      | AIHL          | 19 | 19               | 14               | 33               | 147              | -                | -  | -                    | -                    | -                    |                      |                      |
| 2008-2009  | 98.3 FM de Saguenay             | LNAH          | 34 | 21               | 19               | 40               | 78               | 5                | 4  | 4                    | 8                    | 11                   |                      |                      |
| 2009-2010  | CIMT de Rivière-du-Loup         | LNAH          | 39 | 20               | 23               | 43               | 113              | 1                | 0  | 0                    | 0                    | 0                    |                      |                      |
| 2010-2011  | 3L de Rivière-du-Loup           | LNAH          | 42 | 12               | 18               | 30               | 95               | 10               | 1  | 7                    | 8                    | 36                   |                      |                      |
| 2011-2012  | Cool FM 103,5 de Saint-Georges  | LNAH          | 27 | 7                | 10               | 17               | 71               | -                | -  | -                    | -                    | -                    |                      |                      |
| 2012-2013  | Cool FM 103,5 de Saint-Georges  | LNAH          | 1  | 0                | 0                | 0                | 9                | -                | -  | -                    | -                    | -                    |                      |                      |
| 2012-2013  | Isothermic de Thetford Mines    | LNAH          | 12 | 1                | 0                | 1                | 33               | 5                | 0  | 2                    | 2                    | 0                    |                      |                      |
| 2013-2014  | Isothermic de Thetford Mines    | LNAH          | 5  | 0                | 2                | 2                | 4                | -                | -  | -                    | -                    | -                    |                      |                      |
| Totaux LNH | Totaux LNH                      | Totaux LNH    | 3  | 0                | 0                | 0                | 2                | -                | -  | -                    | -                    | -                    |                      |                      |

## Parenté au hockey
- Son frère Rémy Royer est également un hockeyeur professionnel.